# Blohm & Voss BV 246
Il Blohm & Voss BV 246 Hagelkorn era una bomba planante antinave prodotta dall'azienda tedesca Blohm & Voss GmbH negli anni quaranta.
Sviluppo della precedente BV 226 destinata ad obiettivi terrestri e rimasta allo stadio di prototipo, venne impiegata dalla Luftwaffe nel corso delle ultime fasi della seconda guerra mondiale.

## Storia del progetto
Negli anni quaranta l'ingegner Richard Vogt volle concretizzare l'intuizione di poter disporre di un'arma in dotazione all'aeronautica attaccando gli obiettivi a distanza, permettendo ad una bomba di planare verso il bersaglio mantenendo il vettore distante dalla gittata massima delle armi contraerei nemiche.